# Oberneustadt

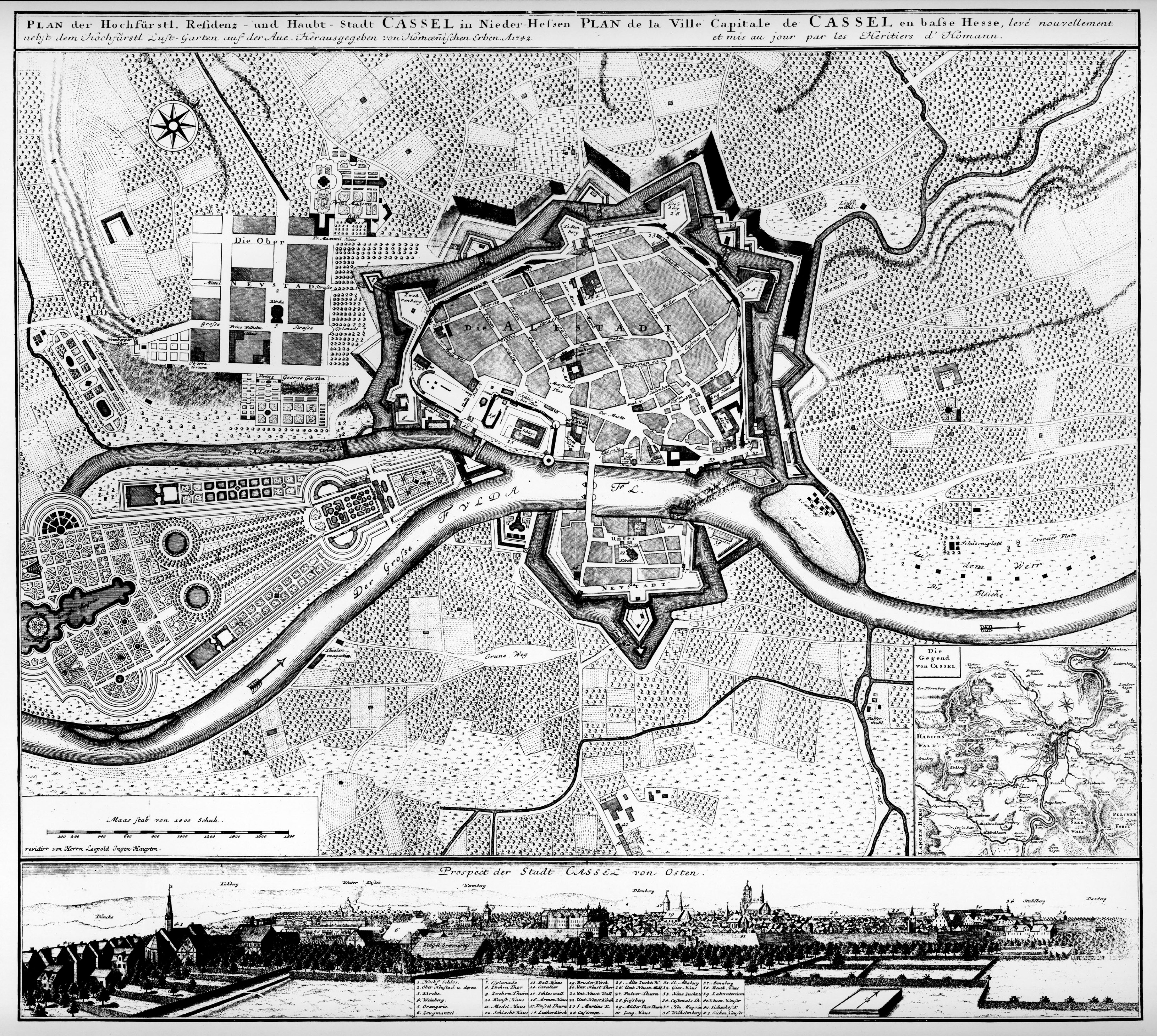
Darstellung des Leopoldplans von 1742, in dem die planmäßige Anlage der Oberneustadt vor dem Zwehrentor erkennbar ist

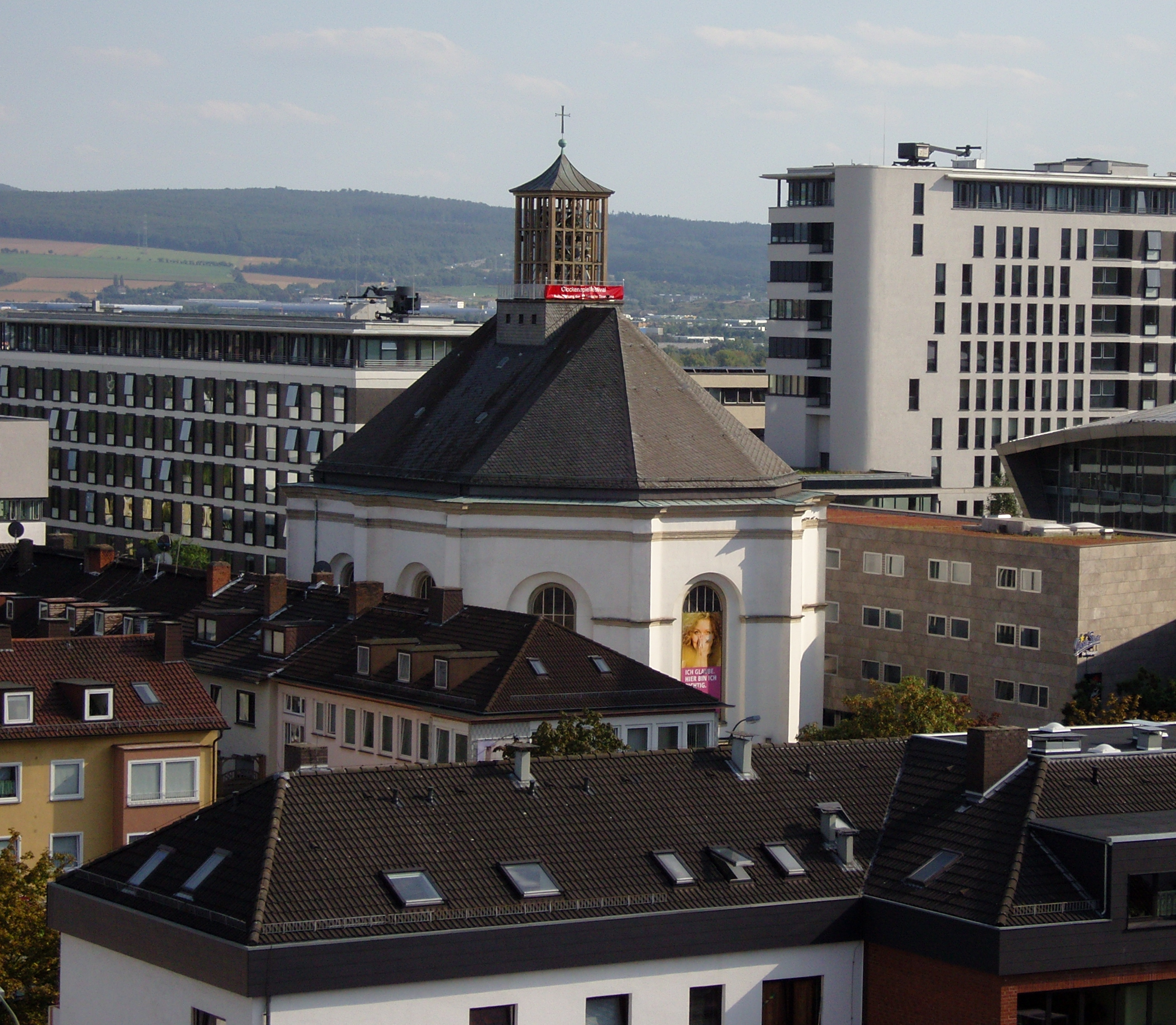
Die Karlskirche im Zentrum der Oberneustadt von Paul du Ry

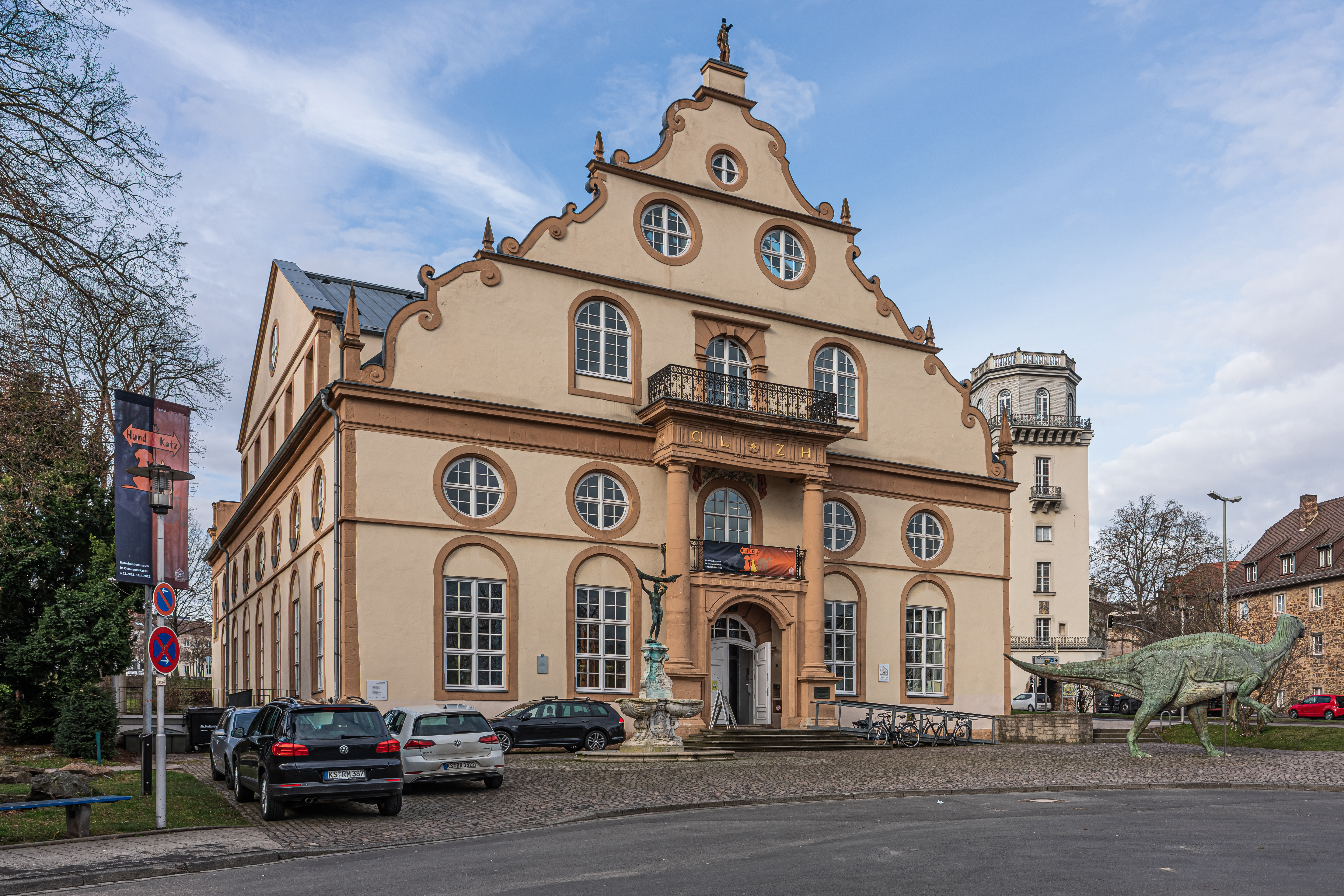
Das Ottoneum unterhalb des Friedrichsplatzes von 1604

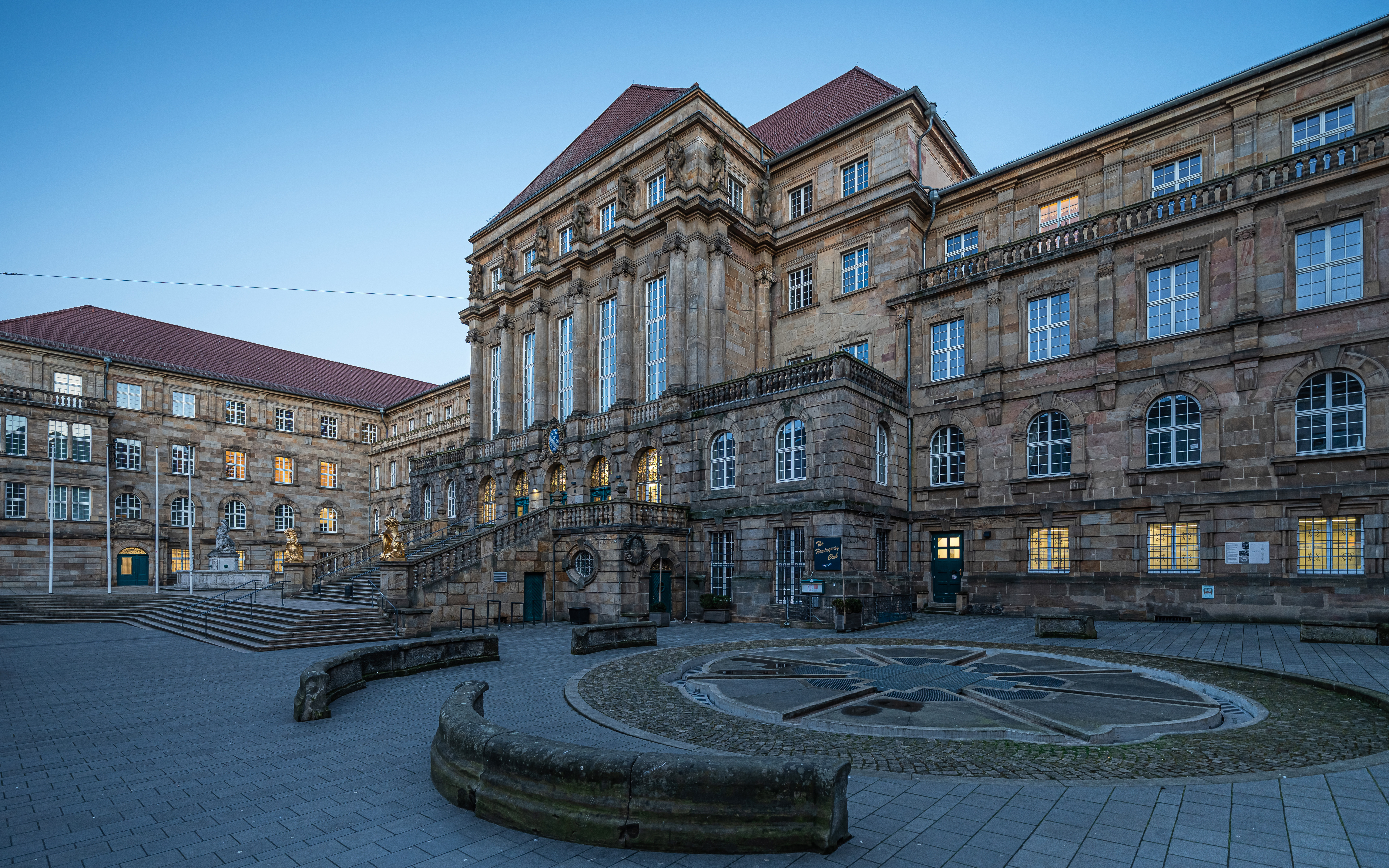
Das Rathaus an der Oberen Königsstraße

Die Oberneustadt bezeichnet den Bereich der ersten planmäßigen Neuanlage eines Stadtteils außerhalb der durch Stadtmauern eingefassten Altstadt von Kassel. Sie ist heute Teil des Stadtzentrums und der Innenstadt.
Die Kasseler Oberneustadt war 1689 durch Landgraf Karl von Hessen-Kassel als Planstadt für protestantische Glaubensflüchtlinge, die Hugenotten, angelegt worden, die nach der Aufhebung des Edikts von Nantes 1685 aus Frankreich vertrieben worden waren. Die unbefestigt vor den Festungsmauern der Altstadt gelegene und von dieser durch eine baumbestandene Esplanade getrennte Anlage über regelmäßigem Grundriss hatte als Mittelpunkt die als Zentralbau ausgeführte und 1706 fertiggestellte Karlskirche des gleichfalls aus Paris geflohenen Paul du Ry. Eine eigene Bauordnung für die Oberneustadt wurde 1751 von Landgraf Wilhelm I. erlassen.
Den räumlichen Abschluss bildet die natürliche Abgrenzung des nach Südosten zur Karlsaue abfallenden Hangs, von dem das landgräfliche Schloss seit Schleifung der Festungswerke entlang des Theaters und den Kolonnaden zu Fuß erreichbar war. Den nördlichen Abschluss des Quartiers bildet die Achse der neuen Königsstraße, die etwa dem Verlauf der alten Festungsmauern vom Drusel- und Köllnischen Tor unterhalb des von Westen abfallenden Höhenzugs zwischen den Rothenbergen und Zwehren verlief. Heute stellt die Oberneustadt eine nördlich an der Altstadt verlaufende und zentral über den Königsplatz nach Südwesten führende Straße dar, die anstelle der ehemaligen Festungswerke durch den weiten Friedrichsplatz mit der Altstadt verbunden  ist. Im Bereich des weiteren Verlaufs bildet das Wilhelmshöher Tor am heutigen Brüder-Grimm-Platz eine pentagonale Umlenkung der Achse in die Allee Richtung des Weißenstein’schen Schlosses.
Der 1905–1909 von Karl Roth errichtete Neubau des Kasseler Rathauses fügte im Bereich des nordwestlichen Straßenblocks zwischen Fünffensterstraße und Wilhelmsstraße anstelle der bisherigen kleinteiligen Bebauung einen schlossartigen Baukörper barocker Ausprägung ein. 
Heute ist die ursprüngliche Struktur geordneter Straßenverläufe durch die bis in die 1960er Jahre umgesetzten Straßenbauten des innerstädtischen Rings zerstört. Aufgrund der Verbreiterung der Fünffensterstraße und der Frankfurter Straße (Bundesstraße 7) sind die Baublöcke an der Friedrichsstraße in ihrer Fläche verringert und die Zeile zwischen Palais Bellevue und Friedrichsplatz entlang der Schönen Aussicht abgeschnitten. Zusätzlich sanktionieren heute die Gebäude der Justizbehörden die Gleichförmigkeit der ursprünglichen Bebauung.
Einen unmittelbaren baulich-historischen Vergleich bietet die Anlage der Stadt Bad Karlshafen an der Weser.